# 이반성면
이반성면(二班城面)은 대한민국 경상남도 진주시의 면이다. 넓이는 42.61km2이고, 인구는 2011년 기준으로 1,919명이다. 진주시의 최동단이기 때문에 진주의 영향이 적으므로 마산 생활권에 들어간다.

## 개요
이반성면은 진주시 최동부에 위치, 3개 시군(창원시 마산합포구 진전면, 고성군, 함안군)과 2개 면(일반성면, 사봉면)과 연접하고 남으로 국도 제2호선 7.5 km, 북으로 경전선 철도 5 km 통과 전형적인 미·맥 위주의 농업 구조이나 이반성 사이버타운의 운영으로 농촌정보화사업에 지대한 공헌을 하고 있으며 경상남도 수목원의 관광 명소로 관광객들이 급증하고 있다.

## 행정 구역
- 하곡리(荷谷里)
- 발산리(鉢山里)
- 길성리(吉星里)
- 가산리(佳山里)
- 용암리(龍岩里)
- 장안리(長安里)
- 평촌리(坪村里)
- 대천리(大川里)

## 관광
- 경상남도 수목원 (경상남도산림환경연구원)

## 교통
- 경전선 평촌역(폐역)

## 출신 인물
- 강병중 - 넥센타이어 회장
- 강호동 - 개그맨. 전 씨름 선수